# Estanh Tòrt de Rius
Estanh Tòrt de Rius (occitanska: Lac Tòrt de Rius) är en sjö i Spanien.   Den ligger i provinsen Província de Lleida och regionen Katalonien, i den nordöstra delen av landet, 400 km nordost om huvudstaden Madrid. Estanh Tòrt de Rius ligger 2 355 meter över havet. Arean är 0,33 kvadratkilometer.  Trakten runt Estanh Tòrt de Rius består i huvudsak av gräsmarker. Den sträcker sig 1,1 kilometer i nord-sydlig riktning, och 1,0 kilometer i öst-västlig riktning.